# Crónicas de Thomas Covenant, el Incrédulo
Las Crónicas de Thomas Covenant, el Incrédulo (título original en inglés The Chronicles of Thomas Covenant) es una serie de diez novelas de fantasía épica escrita por Stephen R. Donaldson y publicada entre 1977 y 2013. La serie está compuesta por la trilogía homónima a la que siguieron una segunda trilogía titulada Segundas crónicas de Thomas Covenant el Incrédulo y una tetralogía llamada The Last Chronicles of Thomas Covenant, aún no traducida al español.

## Crónicas de Thomas Covenant, el Incrédulo
Thomas Covenant es un leproso que producto de un accidente queda inconsciente y llega a un mundo desconocido, donde impera la magia. Su incredulidad ante lo que le sucede es un elemento que está presente en toda la obra, ya que entiende que es la mejor manera de defenderse de la locura de pensar que este mundo sería real y no una ilusión por el accidente sufrido. 
Comparte con las obras de Tolkien la vasta construcción de un mundo con reglas, culturas y geografía propias, así como la magia y el heroísmo como elementos de la narración. Sin embargo, la introspección y la complejidad de los personajes de Donaldson le alejan un poco de la literatura mítica de Tolkien, donde los personajes son más estereotipados. 
La inspiración en J. R. R. Tolkien queda clara en varios aspectos. El más claro es que el objeto mágico más importante o de los más importantes es el anillo de oro blanco de Covenant, al igual que en la novela de Tolkien El Señor de los Anillos el Anillo Único es el eje de la trama.

## Libros de la serie
Crónicas de Thomas Covenant el Incrédulo
- La ruina del amo execrable (1977)
- La guerra de Illearth (1977)
- El poder que preserva (1977)

Segundas crónicas de Thomas Covenant
- El reino herido (1980)
- El árbol único (1982)
- El portador del oro blanco (1983)

The Last Chronicles of Thomas Covenant
- The Runes of the Earth (2004)
- Fatal Revenant (2007)
- Against All Things Ending (2010)
- The Last Dark (2013)

- Datos: Q1856030